# Mauzoleum Sun Jat-sena

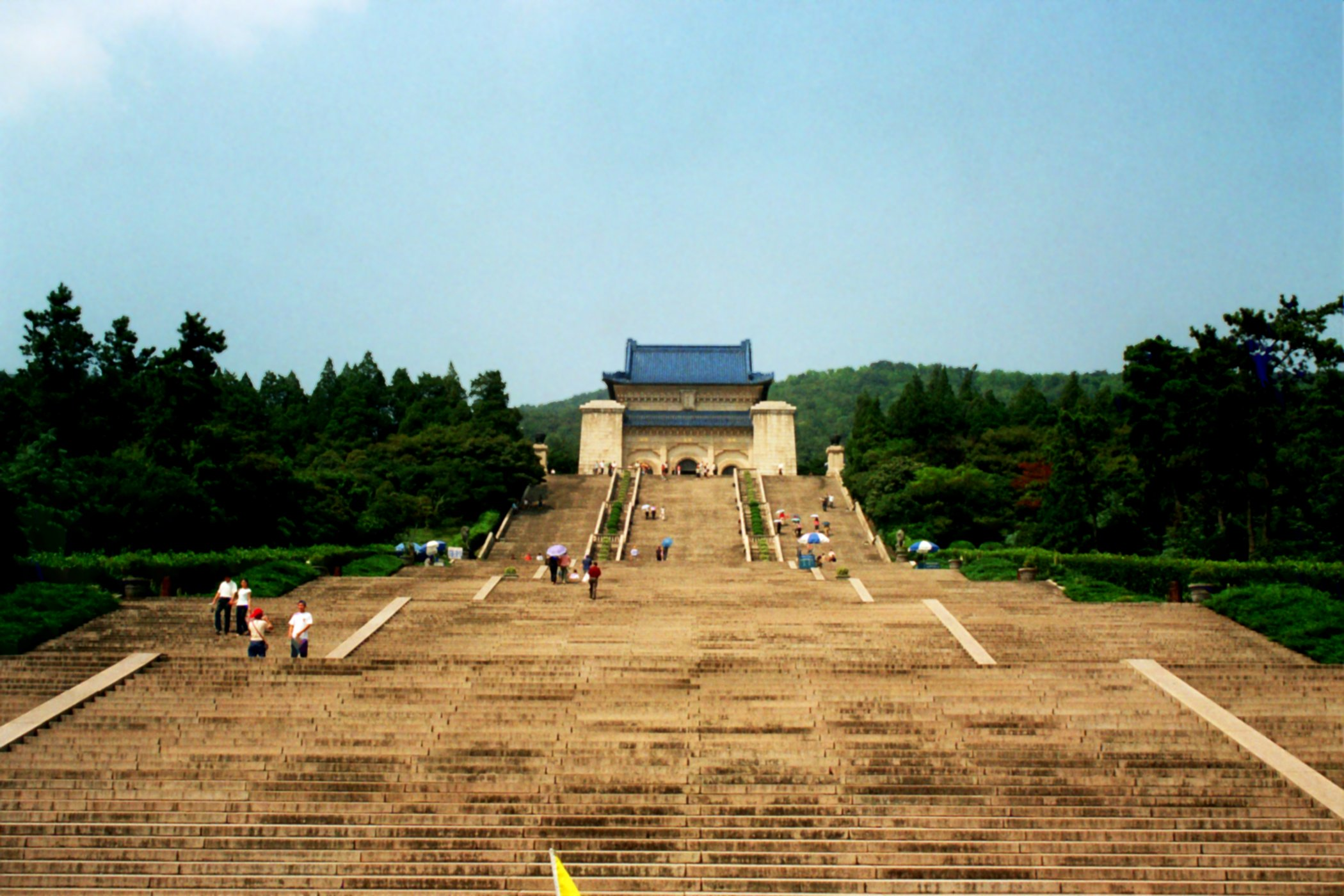
Schody prowadzące do głównej sali mauzoleum

Mauzoleum Sun Jat-sena – grobowiec chińskiego polityka i pierwszego prezydenta Republiki Chińskiej Sun Jat-sena, położony w Nankinie, w prowincji Jiangsu, w Chinach. Mauzoleum znajduje się na zboczu góry Zijin i zajmuje powierzchnię ok. 80000 m². 
Sun Jat-sen zmarł 12 marca 1925 roku w Pekinie. W tym samym roku wybrano projekt budowy mauzoleum przedstawiony przez architekta Lu Yanzhi, którego realizację rozpoczęto w 1926 roku i ukończono trzy lata później. 1 czerwca 1929 roku, z Pekinu sprowadzono trumnę z ciałem Sun Jat-sena i umieszczono ją w mauzoleum.
Cały kompleks leży na osi północ-południe i swoim układem przypomina tradycyjne grobowce chińskich cesarzy. Przed głównym wejściem do mauzoleum znajduje się plac w kształcie półksiężyca. Przy wejściu stoi duża brama paifang zbudowana z białego marmuru i pokryta niebieskimi dachówkami. Za paifang ciągnie się droga mająca 480 m długości i 40 m szerokości, wzdłuż której rosną sosny i cyprysy. Prowadzi ona do głównej bramy mauzoleum, która ma ok. 16,5 m wysokości i 27 m szerokości. Brama ma trzy łukowate przejścia, w których umieszczono miedziane wrota. W górnej części budynku widnieje złoty napis w języku chińskim "Świat jest wspólnotą". Za bramą mieści się marmurowy, kwadratowy pawilon, wewnątrz którego stoi 9-metrowa stela wzniesiona dla upamiętnienia Sun Jat-sena. Na steli wyryto złotą inskrypcję, której autorem był polityk Tan Yankai. Za pawilonem znajduje się prawie 400 schodów prowadzących do sali grobowej.
Sala znajduje się na wysokości ok. 158 m i jest najwyżej położonym obiektem w mauzoleum. Budowla ma 29 m wysokości. Przy sali mieszczą się dekoracyjne kolumny huabiao. Wewnątrz Sali stoi mierzący 4,6 m wysokości posąg wykonany z włoskiego marmuru, przedstawiający siedzącego Sun Jat-sena, odzianego w długą szatę i trzymającego zwój na kolanach. Na postumencie pod posągiem umieszczono płaskorzeźby ukazujące sceny z życia polityka. W sali mieści się 12 filarów z czarnego granitu; na suficie ułożono techniką mozaiki białe słońce na niebieskim tle – symbol Republiki Chińskiej i Kuomintangu. Za posągiem znajdują się drzwi prowadzące do komnaty grobowej. Komnata ma półkolisty kształt, w jej centralnej części umieszczono kamienny sarkofag Sun Jat-sena, w którym złożono jego ciało.